# Zweifleckbarbe
Die Zweifleckbarbe (Plesiopuntius bimaculatus (Lat.: bi = zwei; maculatus = gefleckt); Synonym: Barbus bimaculatus, Puntius bimaculatus) ist ein Süßwasserfisch aus der Familie der Karpfenfische (Cyprinidae). Ihr Verbreitungsgebiet liegt im südlichen Indien und auf Sri Lanka.

## Merkmale
Die Zweifleckbarbe wird 7 Zentimeter lang. Ihr Körper wesentlich schlanker als der der meisten Puntius-Arten. Die Grundfarbe ist silbrig, besonders die Rückenseite ist bronze, kupferfarben oder grünlich getönt. Auf Rücken und Seite zeigt sich eine feine Netzzeichnung, an der Schwanzflossenbasis ein schwarzer Fleck, ein weiterer unter dem hinteren Abschnitt der Rückenflosse (unter den Flossenstrahlen 3–7). Die Flossen sind farblos bis leicht orange. Die Fische besitzen ein Bartelpaar. Das Männchen ist schlanker. Bei ihnen erstrecken sich zwei Längsbänder, oben ein grünlich bis bläuliches und unten ein weinrotes, von der Spitze der Schnauze bis zum Fleck an der Schwanzflossenbasis.
- Flossenformel: Dorsale: 3/7; Anale: 2/5.
- Schuppenformel: mLR 23.

Von indischen Puntius-Arten ist die Zweifleckbarbe durch die sieben geteilten Rückenflossenstrahlen (sonst acht), von der sehr ähnlichen, aber größer werdenden Puntius dorsalis zusätzlich durch den runden Fleck unterhalb der Rückenflosse (länglich und unter den Flossenstrahlen 4–8 bei P. dorsalis) und den Fleck an der Schwanzflossenbasis (auf dem Schwanzflossenstiel P. dorsalis) zu unterscheiden.

## Lebensweise
Die Zweifleckbarbe lebt sowohl im Tief- als auch im Bergland in Bächen, Flüssen und Sümpfen. Sie ernährt sich vor allem von Grünalgen und Detritus. Laichende Weibchen legen etwa 200 bis 1000 Eier. Die Fischlarven schlüpfen nach etwa 24 Stunden und schwimmen nach vier Tagen frei.

## Systematik
Die Zweifleckbarbe wurde 1863 durch den niederländischen Ichthyologen Pieter Bleeker unter der Bezeichnung Gnathopogon bimaculatus erstmals wissenschaftlich beschrieben. Später wurde sie in die Gattung Puntius verschoben, die jedoch hochgradig polyphyletisch war. Mitte 2023 wurde deshalb die Gattung Plesiopuntius eingeführt, mit der Zweifleckbarbe als einziger Art. Die Zweifleckbarbe ist die Schwesterart der Bitterlingsbarbe (Rohanella titteya).